# Futsal Rock Cup 2014
La Futsal Rock Cup 2014 fue la segunda (1.°) edición de la Futsal Rock Cup, la copa nacional de fútbol sala de Gibraltar, organizada por la Asociación de Fútbol de Gibraltar. Todos los partidos fueron disputados en el Tercentenary Sports Hall.
Gibraltar Scorpions se proclamó campeón después de vencer a Lions Latinos Beach por 7 - 4 en la final.

## Rondas previas

### Cuartos de final
| Local               | Resultado | Visitante      | Fecha                 | Estadio                  |
| ------------------- | --------- | -------------- | --------------------- | ------------------------ |
| Lions Latinos Beach | 10 − 3    | Manchester 62  | 26 de febrero de 2014 | Tercentenary Sports Hall |
| Lincoln Red Imps    | 3 − 5     | College Europa | 23 de febrero de 2014 | Tercentenary Sports Hall |
| Lynx F. C.          | 6 − 7     | Glacis United  | 23 de febrero de 2014 | Tercentenary Sports Hall |
| Gibraltar Scorpions | −         |                |                       | Tercentenary Sports Hall |

## Etapas finales
Las semifinales fueron jugadas el 2 de junio y la final el 12 de junio.
|  | Semifinales              | Semifinales        |                     |                     | Final               | Final               |  |
|  | 2 de junio de 2014       | 2 de junio de 2014 |                     |                     | 12 de junio de 2014 | 12 de junio de 2014 |  |
|  |                          |                    |                     |                     |                     |                     |  |
|  |                          |                    |                     |                     |                     |                     |  |
|  | Gibraltar Scorpions (p.) | 4 (4)              |                     |                     |                     |                     |  |
|  | Gibraltar Scorpions (p.) | 4 (4)              |                     |                     |                     |                     |  |
|  | Glacis United            | 4 (2)              |                     |                     |                     |                     |  |
|  | Glacis United            | 4 (2)              |                     | Gibraltar Scorpions | 7                   |                     |  |
|  |                          |                    |                     | Gibraltar Scorpions | 7                   |                     |  |
|  |                          |                    | Lions Latinos Beach | 4                   |                     |                     |  |
|  | College 1975             | 3                  | Lions Latinos Beach | 4                   |                     |                     |  |
|  | College 1975             | 3                  |                     |                     |                     |                     |  |
|  | Lions Latinos Beach      | 6                  |                     |                     |                     |                     |  |
|  | Lions Latinos Beach      | 6                  |                     |                     |                     |                     |  |
|  |                          |                    |                     |                     |                     |                     |  |